# Jean-Thomas Voisin-La-Hougue
Jean-Thomas Voisin-La-Hougue, né le 19 janvier 1717 à Cherbourg et mort le 27 novembre 1773, est un historien français.
Il a été membre fondateur de la société nationale académique de Cherbourg.

## Biographie

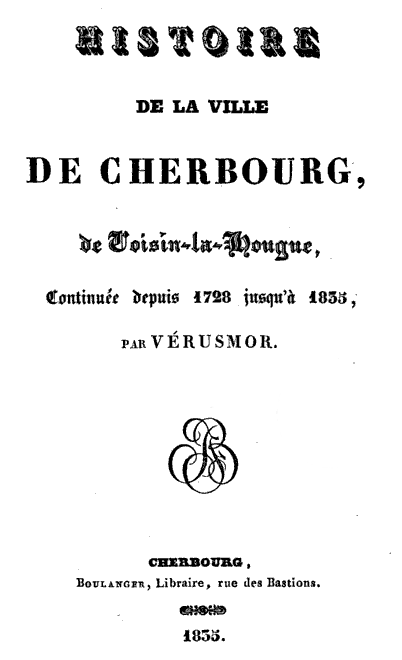

Professeur royal d'hydrographie pour le compte de l'amirauté de Cherbourg, il est connu pour avoir écrit la première histoire de la ville de Cherbourg vers 1740. Cet ouvrage n'a pas été publié de son vivant. Copié par madame Retau-Dufresne, il fut publié par elle en 1760 .

## Publications
- Histoire de la ville de Cherbourg, continuée depuis 1728 par Vérusmor, Cherbourg, Boulanger, 1835 (lire en ligne).